# 王雷 (1967年)
王雷（1967年1月—），江苏仪征人，中国人民解放军少将，现任贵州省军区司令员、中共贵州省委常委。

## 生平
王雷长期在火箭军部队工作，曾任火箭军研究院院长等职务。2022年9月，任贵州省军区少将司令员。2023年3月，经中共中央批准，任中共贵州省委委员、常委。
王雷还是第十四届全国人大代表。